# Драгиња Перваз
Драгиња Перваз (Нови Сад, 25. јун 1925 - Нови Сад, 4. јул 2016) била је српски универзитетски професор и англиста.

## Биографија
Дипломирала је Енглески језик и књижевност на Филозофском факултету у Београду. Докторирала је 1958. на Универзитету у Единбургу (Уједињено Краљевство) са темом The Survival of Grammatical Gender in Layamon’s Brut, The Southern Legendary and Robert of Gloucester’s Chronicle. Радила је на Филозофском факултету од оснивања у звању хонорарног асистента, а од 1. септембра 1961. као доцент. Као редовни професор је отишла у пензију 1992. године.
Допринос Драгиње Перваз југословенској и српској англистици је изузетан, како у научном и стручном, тако и у педагошком смислу. Генерације којима је предавала предмете из области дијахроне и синхроне науке о језику, превасходно Историју енглеског језика, Лексикологију и Морфологију енглеског језика, памте њен проницљив осећај за детаљ, радост у преношењу свог огромног знања.
У својству шефа тадашње Катедре за енглески језик и књижевност и њеног дугогодишњег наставника, Професорка Перваз учествовала је у стварању планова и програма, утемељивању кадровске структуре и помном и ненаметљивом усмеравању рада и напредовања сарадника бројних генерација. Професоркина научна педантност, оштроумност и наугасла радозналост остају и данас као путоказ генерацијама академских грађана.
Поводом шездесетогодишњице оснивања Филозофског факултета у Новом Саду и Одсека за англистику издат је и посебан зборник Енглески језик и англофоне књижевности у теорији и пракси : зборник у част Драгињи Перваз / уредници Твртко Прћић, Маја Марковић, Владислава Гордић Петковић... [и др.]. – Нови Сад : Филозофски факултет, 2014. (http://digitalna.ff.uns.ac.rs/sadrzaj/2014/978-86-6065-276-0

## Селективна библиографија[2]

### Докторска дисертација
Draginja Pervaz. The Survival of Grammatical Gender in Laȝamon’s Brut, the Southern
Legendary and Robert of Gloucester’s Chronicle. Edinburgh: University of 
Edinburgh, Department of English Language.(1958)(PDF available at:
https://www.era.lib.ed.ac.uk/handle/1842/6706). 

### Чланци
1. (1950). ,,Šekspirov stav prema narodu”. Naša reč 1: 50-64.
2. (1961). ,,Legenda o kralju Liru”. Zbornik priloga istoriji jugoslovenskih 
pozorišta. Novi Sad: Srpsko narodno pozorište, 228-242.
3. (1969). ,,Agentivni sufiks -er u savremenom engleskom jeziku”. Godišnjak 
Filozofskog fakulteta u Novom Sadu12/2: 473-485.
4. (1970). ,,Neki aspekti sintakse glagola do u delima ser Tomasa Malorija”. 
Godišnjak Filozofskog fakulteta u Novom Sadu13/2: 711-733.
5. (1971). ,,Refleksivne konstrukcije u delima ser Tomasa Malorija”. Godišnjak 
Filozofskog fakulteta u Novom Sadu14/2: 555-575.
6. (1971). “Verbs with one object in English and Serbo-Croatian”. In: R. Filipović 
(ed.). The Yugoslav Serbo-Croatian–English Contrastive Project. A. Reports 5.
Zagreb: Institute of Linguistics, Faculty of Philosophy, University of Zagreb: 
75-116.
7. (1973). “Some predicate complement constructions in English and their 
equivalents in Serbo-Croatian”. In: R. Filipović (ed.). The Yugoslav SerboCroatian–English Contrastive Project. A. Reports 7. Zagreb: Institute of 
Linguistics, Faculty of Philosophy, University of Zagreb: 82-100.
8. (1973). ,,O sintaksi pitanja u engleskom i srpskohrvatskom jeziku”. Zbornik 
Matice srpske za filologiju i lingvistiku16/2: 109-132.
9. (1975). ,,O potencijalno pasivnim pridevima u engleskom jeziku”. Godišnjak 
Filozofskog fakulteta u Novom Sadu18/2: 409-429.
10. (1984/1985). ,,O nekim kolokacijama sa pridevom težak”. Zbornik Matice 
srpske za filologiju i lingvistiku27/28: 603-608.
11. (1986). ,,Jedna semantička paralela: sh. ‘grdan’ – eng. ‘great’”. Filologija 14: 
283-289.
12. (1988). ,,O jeziku Jevanđelja po Matejuu Vukovom i engleskom prevodu”. 
Naučni sastanak slavista u Vukove dane 17/2: 193-203.
16
13. (1988). ,,Kolokacija: od reči do termina”. Naučni sastanak slavista u Vukove 
dane18/1: 59-67. 
14. (1994). ,,Kolokabilnost sinonima”. Naučni sastanak slavista u Vukove dane 
22/2: 23-31.
15. (1996). ,,Vreme i reč: etimološke beleške”. U: S. Đolić (ur.). Istraživanja 
jezika i oko jezika. Zbornik radova posvećen profesoru Naumu Dimitrijeviću.
Beograd: 53-60.
16. (1997). ,,Novi Sad i predlozi – nekad i sad”. Jezik danas3: 10-12.
17. (2011). ,,Novi Sad i predlozi – nekad i sad”. U: V. Vasić i G. Štrbac (ur.). 
Govor Novog Sada. Sveska 2: Morfosintaksičke, leksičke i pragmatičke 
osobine.Novi Sad: Filozofski fakultet, 64-68. (PDF dostupan na: http://www.
digitalnabiblioteka.tk/digitalna-biblioteka?task=view&id=81&catid=932).

### Поглавља у књигама
,,Osobine anglosaksonskog stiha” (21-22), ,,Anglosaksonske elegije” 
(33-36), ,,Anglosaksonska književnost u prozi” (37-43). U: I. Kovačević, V. 
Kostić, D. Pervaz i M. Frajnd. Engleska književnost. Knjiga 1. (650-1700).
Svjetlost: Sarajevo; Nolit: Beograd, 1979.

### Лексикографски рад
Ristić, S., Simić, Ž. i Popović, V. (ur.). Enciklopediski englesko- 
srpskohrvatski rečnik. I-II.Beograd, Prosveta. (deo slova m), 1955.

### Преводи
1. (1960). Makoli, T. B. Eseji. (preveli: Ž. Simić, V. Savić i D. Pervaz; izbor B. 
Nedića). Beograd: Kultura.
2. (1961). Haksli, A. Satirska igra. Novi Sad: Matica srpska.
3. (1962). Rot, S. ,,Sarajevska Hagada i njen značaj u istoriji umetnosti”. U: 
Sarajevska Hagada. Beograd: Jugoslavija, 5-45.
4. (1962). ,,Američki jezik. Mešanje jezika”. U: R. E. Spiller, i dr. Istorija 
književnosti Sjedinjenih Američkih Država. Knjiga 1.Cetinje: Obod, 457-571.
5. (1963). ,,Lejard na Cetinju”. U: Lj. Durković-Jakšić. Englezi o Njegošu i Crnoj 
Gori. Titograd: Grafički zavod, 31-49.
6. (1966). Jakobson, R. Lingvistika i poetika. (preveli: D. Pervaz i R. Bugarski). 
Beograd: Nolit, 21-31, 157-162, 163-181, 182-194, 218-268, 269-284.
7. (1968). Jakobson, R. ,,Jezik u akciji”. Književnost 3: 258-264.
8. (1975). Levi, M. Istorija slikarstva: od Đota do Sezana. Beograd: Jugoslavija.
17

### Менторства докторских дисертација
1. (1976). Perić, A. Adnominalni gentiv imenice u evoluciji strukture engleskog i 
nemačkog jezika.Novi Sad: Filozofski fakultet.
2. (1981). Čavić, E. Sintaksičke osobenosti engleskog jezika u oblasti informatike.
Novi Sad: Filozofski fakultet.
3. (1987). Janković, J. Imeničke složenice sa glagolskom komponentom u 
engleskom i srpskohrvatskom jeziku.Novi Sad: Filozofski fakultet.
4. (1990). Šević, R. Adverbi u zbirci pisama porodice Paston (1424-1501). 
Morfološka, sintaksička i semantička analiza.Novi Sad: Filozofski fakultet.
Bibliografiju sastavio:
Predrag Novakov